# Desmostachya bipinnata
Desmostachya bipinnata – gatunek trawy opisywany w Wedach jako kuśa, często wspominany w mitach indyjskich, używany w kulcie hinduistycznym. Również na asanie z tej trawy medytował Budda Siakjamuni w Bodh Gaya.

## Rozmieszczenie geograficzne
Zasięg geograficzny tego gatunku obejmuje kraje północnej Afryki, Bliskiego Wschodu, południowej i południowo-wschodniej Azji.

## Morfologia
PokrójGęstokępowa trawa o wysokości do 1 m. Wykształca kłącza.
LiścieNiemal wyłącznie odziomkowe. Pochwa liściowa gładka, podobnej szerokości jak blaszka liściowa. Języczek liściowy w postaci orzęsionej błonki o długości do 1 mm. Blaszka liściowa osiąga długość 10–50 cm i szerokość 2–6 mm. Brzegi liści szorstkie, ostre.
KwiatyZebrane w wiechowate kwiatostany, których oś ma 15–40 cm długości.

## Znaczenie w hinduizmie
Ten gatunek trawy o ostrych źdźbłach, używany był i jest w wedyjskich rytuałach, symbolizując żywioł wody. Roślina poświęcona jest bóstwu planety Ketu.

### Geneza świętości
Trawa uważana za świętą.
Kuśa uzyskała status rośliny sakralnej dzięki wierzchowcowi (wahana) Wisznu – potężnemu orłowi Garudzie. Gdy ten wykradł naczynie amryty z dewaloki, zaniósł je wężom i postawił na trawie kuśa. Gdy węże dokonywały ablucji, naczynie zabrał Indra – wróciwszy mogły jedynie lizać trawę, na której uprzednio stało. Wtedy wężom rozdwoiły się języki, natomiast trawa, której dotknął napój nieśmiertelności stała się rośliną świętą.

### Recepcja w literaturze
Roślina ta jest często wzmiankowana  w literaturze religijnej hinduizmu :
- Matsjapurana: Uma, przyszła matka Kartikkei, gdy podczas okresu ascezy (tapas) w odludnej pustelni, odwiedził ją Śiwa pod postacią młodego bramina, poprosiła, by zajął honorowe miejsce wyłożone świętą trawą kuśa
- Mahabharata (III): Riszjaśringa syn pustelnika Wibhinaki, używał maty wyplecionej z trawy kuśa i nakrytej skórą czarnej antylopy
- Ajtrejabrahmana: Śunahśepa, syn bramina Riciki z rodu Bhrygu, którego życie składano w ofierze bogowi Warunie, został przywiązany do słupa ofiarnego sznurem uplecionym z trawy kuśa.

## Znaczenie w buddyzmie
Po okresie praktyk ascetycznych, Budda napotkał ścinacza traw – bramina Sotthijię i wziął od niego pęk trawy kuśa na matę. Tak przygotowany usiadł pod drzewem figowym, twarzą zwrócony na zachód. Postanowił nie wstawać dopóki nie osiągnie oświecenia.